# ميخائيل باتريك دريسكول
ميخائيل باتريك دريسكول (بالإنجليزية: Michael Patrick Driscoll)‏ هو كاهن كاثوليكي أمريكي، ولد في 8 أغسطس 1939 في لونغ بيتش في الولايات المتحدة، وتوفي في 24 أكتوبر 2017 في بويسي في الولايات المتحدة.